# ジェームズ・ワトソン・ハウス
ジェームズ・ワトソン・ハウス（英語: James Watson House）は、アメリカ合衆国ニューヨーク市マンハッタンの7ステート・ストリートにある歴史的建築物。1793年にジェームズ・ワトソンの自宅として建設された。ジェームズ・ワトソンは、ニューヨーク州議会の最初の演説者であり、ニューヨークの連邦党員、上院議員であった。彼は、イェール大学卒業生で、成功した輸出入業者でもあった。建物は、マンハッタン島の南端に位置し、向かいにはバッテリー・パークがある。1972年、アメリカ合衆国国家歴史登録財に登録された。
現在は、ローマ・カトリック教会の所有となっており、ロザリオの聖母教会と一体化している。この教会はアメリカ生まれの聖人、エリザベス・アン・シートンの住居跡に建っている。